# Parris Goebel
Parris Renee Goebel (sinh ngày 29 tháng 10 năm 1991), có nghệ danh là Parri$, là một biên đạo múa, vũ công, ca sĩ, đạo diễn và nữ diễn viên gốc New Zealand. Đội nhảy của cô Royal Family đã ba lần vô địch Giải nhảy Hip Hop thế giới.

## Tiểu sử
Goebel sinh ra và lớn lên ở Manurewa, Auckland, New Zealand, là con út trong bốn anh chị em, con gái của Brett và LeeAnn Goebel. Cô bắt đầu thích nhảy từ nhỏ và bắt đầu tham gia các lớp hip hop từ năm 10 tuổi. Năm 15 tuổi, cô và bốn người bạn khác thành lập nhóm nhảy Request. Ban đầu, các bài tiểu luận của cô được thực hiện trong nhà để xe của dì Goebel và sau đó trong nhà kho của cha cô. Sau một năm tập luyện với nhau, họ biểu diễn tại Hội nghị khiêu vũ Quái vật Hip Hop ở Hoa Kỳ và Goebel đã được lựa chọn để nhảy trong bài thuyết trình chính thức của Công ước. Sau đó, cô rời trường Ngữ pháp Auckland để tập trung vào khiêu vũ.
Goebel và cha của cô ấy, cũng là quản lý của họ, hiện đang làm việc trong phòng thu có tên The Palace Dance Studio ở Auckland.

## Sự nghiệp
Goebel đã làm việc với các nghệ sĩ bao gồm Ciara, Little Mix, Justin Bieber, Rihanna, Janet Jackson, Jennifer Lopez, Nicki Minaj, Big Bang, 2NE1, CL, IKON, G-Dragon, Tae Yang và Blackpink. Công việc của cô bao gồm các thói quen biên đạo và đóng vai chính trong các video âm nhạc và phim ảnh. Một trong những thành công đáng chú ý của cô là công việc biên đạo video "Sorry" cho Justin Bieber, tính đến tháng 12 năm 2016 là video được xem nhiều thứ 3 trên YouTube với hơn 2 tỷ lượt xem. Video này thực tế đã giành giải 'video hay nhất của năm' tại AMAs. Goebel đã đi trên để biên đạo và đạo diễn tất cả mười ba video Mục đích: Chuyển động của Justin Bieber. Những video này đã có tổng cộng hơn 4,6 tỷ lượt xem.
Goebel và cha cô, cũng là quản lý của cô, điều hành The Palace Dance Studio ở Auckland.
Năm 2012, Goebel đóng vai chính trong cả America's Best Dance Crew và Dancing With the Stars Australia. Sau đó, cô làm việc trong chuyến lưu diễn thế giới năm 2012 của Jennifer Lopez và biểu diễn cùng cô trong đêm chung kết American Idol mùa 11. Goebel tiếp tục biên đạo và đảm nhận một vai trong bộ phim khiêu vũ 3D của Mỹ Step Up: All In, phát hành vào ngày 8 tháng 8 năm 2014.
Trong năm 2015, vũ đạo của cô cho DeeWunn "Mek It Bunx Up" lan truyền và đã nhận được hơn 8 triệu lượt xem trên YouTube.
Năm 2015, Goebel là biên đạo múa hàng đầu cho bộ phim hip-hop đầu tiên của New Zealand, Born to Dance. Stan Walker, người chiến thắng của Úc Idol, 2009, cô đóng vai trò là một trong những diễn viên chính của bộ phim, mô tả cô là "người giỏi nhất" để làm việc cùng.

## Giải vô địch Hip-Hop thế giới
Đội ngũ của Palace Dance Studios và hồ sơ của họ trong cuộc thi hàng năm.
| Tên đoàn    | ReQuest | Sorority      | Bubblegum | Royal Family | Misfits       | In-Laws | Duchesses | Kings | Royal Family Varsity | Kingsmen |
| Năm thành l | 2007    | 2010          | 2010      | 2011         | 2012*         | 2012*   | 2014      | 2015* | 2016                 | 2017     |
| ----------- | ------- | ------------- | --------- | ------------ | ------------- | ------- | --------- | ----- | -------------------- | -------- |
| 2009        | Vàng    | —             | —         | —            | —             | —       | —         | —     | —                    | —        |
| 2010        | Vàng    | Đồng          | Chung kết | —            | —             | —       | —         | —     | —                    | —        |
| 2011        | Bạc     | Vàng          | Vàng      | Vàng         | —             | —       | —         | —     | —                    | —        |
| 2012        | —       | Bạc           | Vàng      | Vàng         | Bạc-Chung kết | —       | —         | —     | —                    | —        |
| 2013        | —       | Đồng          | Bạc       | Vàng         | —             | —       | —         | —     | —                    | —        |
| 2014        | —       | Bạc-Chung kết | Đồng      | —            | —             | —       | Bạc       | —     | —                    | —        |
| 2015        | —       | Chung kết     | Chung kết | Bạc          | —             | —       | Chung kết | —     | —                    | —        |
| 2016        | —       | —             | Đồng      | —            | —             | —       | —         | —     | Đồng                 | —        |
| 2017        | —       | Bạc-Chung kết | Chung kết | —            | —             | —       | —         | —     | Bạc-Chung kết        | —        |

- Biểu thị các đội đã chấm dứt hoạt động của họ.